# Bianna Golodryga
Bianna Vitalievna Golodryga (Căușeni, 15 juni 1978) is een Amerikaans journalist en nieuwsanalist. Zij is werkzaam als senior analist wereldnieuws bij CNN.
Eerder was zij anchor bij het bedrijf Yahoo! News voor nieuws en financiële aangelegenheden. Ook was zij co-anchor van de weekendeditie van ABC's Good Morning America en co-host van CBS This Morning.

## Afkomst en opleiding
Golodryga werd geboren in een arbeidersgezin van Bessarabische Joden in de toenmalige Moldavische Autonome Socialistische Sovjetrepubliek (nu Moldavië), als enig kind van Zhanna en Vitaly Golodryga. In 1980, toen zij 18 maanden oud was, verlieten haar ouders de Sovjet-Unie als politieke vluchtelingen, ieder met 75 dollar op zak. Zij vestigden zich in de Amerikaanse stad Houston. Zij keerde sindsdien slechts een keer terug naar Moldavië in 1988 om haar grootouders, neven en nichten te bezoeken. In datzelfde jaar kwam haar grootmoeder over naar Houston. Haar moeder is het hoofd administratieve en digitale zaken van Phillips 66 en haar vader was als technisch ingenieur consultant voor DuPont.
Golodryga doorliep de High School for the Performing and Visual Arts in Houston, maar zij wilde journalist worden in plaats van actrice. Zij voelde inspiratie om nauwkeuriger te kijken naar wat er zich in de wereld afspeelt na te zijn opgetreden in een voorstelling over aids, geschreven door haar leraar. Ze studeerde in mei 2000 af aan de University of Texas in Austin in Russisch/Oost-Europese & Euraziatische studies met het bijvak Economie. 
Ze spreekt vloeiend Russisch, en kan zich redelijk uitdrukken in de Roemeense taal.

## Carrière
Golodryga plande na haar afstuderen een carrière in de financiële sector. Ze werd een erkend handelaar en kreeg enkele banen bij financiële bedrijven. Na een scherpe inzinking in de markt, besloot zij echter voort te gaan in de journalistiek. Zij keek veelvuldig naar CNBC en was een fan van Maria Bartiromo's show, waarna ze dit netwerk belde of zij mogelijkheden voor haar zagen. Ze kreeg te horen dat dat op dat moment niet het geval was, toch besloot zij naar New York te verhuizen om haar pogingen voort te zetten.
Golodryga hield vol en kreeg een baan bij CNBC aangeboden, waar zij zes jaar werkte als producer. Ze werd een on-air correspondent na te zijn gevraagd om een dag te vullen. In 2004 werd Golodryga genoemd als een van de top journalisten beneden de leeftijd van 30 jaar. Tussen 2007 and 2010 was zij een correspondent voor ABC, en was benoemd tot co-anchor van de weekendeditie van Good Morning America in mei 2010, volgend op het vertrek van voormalig co-anchor Kate Snow, die ging werken voor NBC.
In april 2013 was Golodryga de eerste die Anzor Tsarnaev, de vader van de plegers van de bomaanslagen tijdens de marathon van Boston op 15 april, Tamerlan Tsarnaev en Dzhokhar Tsarnaev, interviewde, wat zij "het emotioneelste moment" van haar carrière noemde. Eerst hielp zij haar collega's met de juiste uitspraak van de naam, maar werd daarna belast met het opbellen van Anzor in Tsjetsjenië. Hij had heel weinig details te bieden maar belde haar de volgende dag terug, in een poging uit te vinden wat er gebeurde met Dzhokhar, die in hechtenis was genomen en ernstig gewond was geraakt en nog in leven was.
Zij werkte als weekend co-anchor van Good Morning America tot 4 augustus 2014, toen zij daar vertrok om toe te treden tot de Business en Financiële afdeling van Yahoo! News. Zij was gast-host op Way Too Early en was regelmatig medewerker aan Morning Joe op MSNBC. In 2017 was zij gast co-anchor van het CBS Morning News. In september 2017 ging ze als correspondent op permanente basis werken bij CBS en trad zij tegelijkertijd als medewerker toe tot CNN.
In december 2016 confronteerde Golodryga toenmalig Congreslid Dana Rohrabacher, een Republikein uit Californië, met zijn verdediging van de Russische president Vladimir Poetin. In die tijd werd Rohrabacher beschouwd als een kandidaat om door president-elect Donald Trump te worden verkozen tot minister van Buitenlandse Zaken, mede omdat hij China bekritiseerde vanwege zijn staat van dienst op het terrein van mensenrechten. 
Golodryga vroeg door over Poetin, die voortdurend door Trump wordt geprezen. Rohrabacher reageerde: "Oh, nonsens. Waar komt u vandaan? Hoe kunt u dat zeggen?", waarop Golodryga antwoordde met: "Ik kom uit de voormalige Sovjet-Unie. Ik ben hier gekomen als een politieke vluchteling." Rohrabacher bleek van zijn stuk gebracht en beschuldigde Golodryga ervan bevooroordeeld te zijn voordat hij Poetin vergeleek met Michail Gorbatsjov.
Golodryga is lid van de Raad voor Buitenlandse Betrekkingen. Voorts heeft zij meegewerkt aan de HuffPost.
In 2015 werd Golodryga, wier echtgenoot een voormalig staflid is van Bill Clinton, en die op dat moment werkte in het Witte Huis ten tijde van het presidentschap van Barack Obama, uitgekozen door Hillary Clinton om haar eerste interview als presidentskandidaat te doen. Clinton spelde de voornaam van haar keuze correct als "Bianna", maar die werd door Clintons staf abusievelijk als "Brianna" geïnterpreteerd. Het gevolg was dat er een interview werd gepland met CNN's Brianna Keilar, die zich daarna voor een moeilijk interview zag geplaatst. Golodryga reageerde: "Het gebeurt steeds weer dat mijn naam wordt verbasterd. Ik had nooit kunnen bedenken dat het me zou verhinderen om deel te hebben aan wat "een van de grootste verhalen in mijn" leven had kunnen zijn".
Op 3 oktober 2018 werd op CBS This Morning bekendgemaakt dat zij als co-host tot dit team zou toetreden. Op 3 april 2019 verklaarde CBS News dat zij had verkozen dit netwerk te verlaten. Later dat jaar maakte CNN bekend dat Golodryga een fulltime aanstelling had geaccepteerd als senior analist voor wereldnieuws.

## Privé
In september 2010 trouwde Golodryga met Peter R. Orszag, voormalig directeur van het Office of Management and Budget van het kabinet-Obama en CEO van Financial Advisory at Lazard. Zij hebben een zoon en een dochter.